# SDN 워크샵
SDN 워크샵은 1986년 2월 최초 개최된 국내 컴퓨터 통신 관련 학술대회이다. 초기 논의는 주로 컴퓨터 기술동향 공유 및 SDN (네트워크) 운영을 주제로 하였다. SDN 워크샵은 1987년부터 동계컴퓨터통신워크샵(Winter Computer Commiunication Workshop: WCCW)으로, 향후 개최시기 변경에 의해 하계컴퓨터통신워크샵으로 명칭이 변경되며 이어지고 있다.

## 참고 자료
- 한국 인터넷의 역사 - 되돌아보는 20세기 : 2장 글로벌 인터넷의 구축